# Ilya Pomazun
Bản mẫu:Eastern Slavic name
Ilya Aleksandrovich Pomazun (tiếng Nga: Илья Александрович Помазун; sinh ngày 16 tháng 8 năm 1996) là một cầu thủ bóng đá người Nga thi đấu ở vị trí thủ môn cho P.F.K. CSKA Moskva.

## Sự nghiệp câu lạc bộ
Sau khi nằm trong đội hình của P.F.K. CSKA Moskva vào tháng 3 năm 2012 lúc 15 tuổi, anh có màn ra mắt tại Giải bóng đá ngoại hạng Nga cho câu lạc bộ vào ngày 6 tháng 8 năm 2017 trong trận đấu với F.K. Rubin Kazan, do thủ môn số một Igor Akinfeev bị chấn thương.

## Đời sống cá nhân
Bố của anh Oleksandr Pomazun thi đấu ở vị trí thủ môn, anh đại diện Ukraina thi đấu quốc tế trước khi trở về Nga.

## Thống kê sự nghiệp

### Câu lạc bộ
Tính đến trận đấu diễn ra ngày 13 tháng 5 năm 2018
| Câu lạc bộ          | Mùa giải            | Giải vô địch                | Giải vô địch | Giải vô địch | Cúp Quốc gia | Cúp Quốc gia | Châu lục | Châu lục  | Khác    | Khác      | Tổng cộng | Tổng cộng |
| Câu lạc bộ          | Mùa giải            | Hạng đấu                    | Số trận      | Bàn thắng    | Số trận      | Bàn thắng    | Số trận  | Bàn thắng | Số trận | Bàn thắng | Số trận   | Bàn thắng |
| ------------------- | ------------------- | --------------------------- | ------------ | ------------ | ------------ | ------------ | -------- | --------- | ------- | --------- | --------- | --------- |
| CSKA Moskva         | 2012–13             | Giải bóng đá ngoại hạng Nga | 0            | 0            | 0            | 0            | 0        | 0         | -       | -         | 0         | 0         |
| CSKA Moskva         | 2013–14             | Giải bóng đá ngoại hạng Nga | 0            | 0            | 0            | 0            | 0        | 0         | -       | -         | 0         | 0         |
| CSKA Moskva         | 2014–15             | Giải bóng đá ngoại hạng Nga | 0            | 0            | 0            | 0            | 0        | 0         | 0       | 0         | 0         | 0         |
| CSKA Moskva         | 2015–16             | Giải bóng đá ngoại hạng Nga | 0            | 0            | 0            | 0            | 0        | 0         | -       | -         | 0         | 0         |
| CSKA Moskva         | 2016–17             | Giải bóng đá ngoại hạng Nga | 0            | 0            | 0            | 0            | 0        | 0         | -       | -         | 0         | 0         |
| CSKA Moskva         | 2017–18             | Giải bóng đá ngoại hạng Nga | 2            | 0            | 1            | 0            | 0        | 0         | 0       | 0         | 3         | 0         |
| CSKA Moskva         | Tổng cộng           | Tổng cộng                   | 2            | 0            | 1            | 0            | 0        | 0         | 0       | 0         | 3         | 0         |
| Tổng cộng sự nghiệp | Tổng cộng sự nghiệp | Tổng cộng sự nghiệp         | 2            | 0            | 1            | 0            | 0        | 0         | 0       | 0         | 3         | 0         |